# Oostenburgerpark
Het Oostenburgerpark is een park en straat in Amsterdam-Centrum.

## Ligging en geschiedenis
Het park en de straat werden op 18 oktober 1989 vernoemd naar het voormalige eiland Oostenburg, waarop zij liggen. Oostenburg, een van de Oostelijke Eilanden was al eeuwen bebouwd voordat er einde jaren tachtig een grootscheepse renovatie en sanering plaatsvond. Verkrotte woningen en bedrijfspanden gingen tegen de vlakte om plaats te maken voor nieuwbouw in een nieuw stratenpatroon. Na die sanering bleef een open ruimte over om enig groen in de buurt te hebben; dit werd ingericht als het Oostenburgerpark. Het park ligt ingeklemd tussen de Compagniestraat (met de achtergevel van het Oost-Indisch Pakhuis gevestigd aan de Oostenburgervoorstraat), de straat Oostenburgerpark en de Conradstraat. Ten noordoosten van het park ligt een kom van de Wittenburgervaart. Vanuit het park is er zicht op het INIT-gebouw.
De straat Oostenburgerpark begint eveneens aan de Compagniestraat. Vanwege het park aan een zijde van de straat heeft ze geen oneven huisnummers. Alhoewel van recente datum moet zij ook een huisnummer 2 ontberen. Er twee huizenblokken, een met huisnummers 4 tot en met 68 tot aan de Admiraliteitsstraat, en een met huisnummers 74 tot en met 178 (ook huisnummers 70 en 72 ontbreken dus). Dat laatste blok sluit aan op de lage huisnummers van de Eerste Coehoornstraat, die in het verlengde van de Oosterburgpark ligt. De bebouwing van de straat Oostenburger dateert geheel uit de periode rond 1990; een gemeentelijk of rijksmonument is er dan ook niet te vinden. Aan het park staat overigens wel een gemeentelijk monument, doch dat heeft adres Conradstraat 4-6.

## Kunst
Sinds 1987 ligt in het Oostenburgerpark een Kogelbron van Christian Tobin, een oudere zus van de Kogelbron bij de RAI Amsterdam. Sinds 2021 loopt door het park de Mozaïekroute Oostelijke Eilanden. Het betreft vijf mozaïekbeelden langs een route in de wijk. Initiatiefnemers zijn Jos Zandvliet en Septimia Kuhlman. Het beeld in het Oostenburgerpark laat twee lama’s zien.

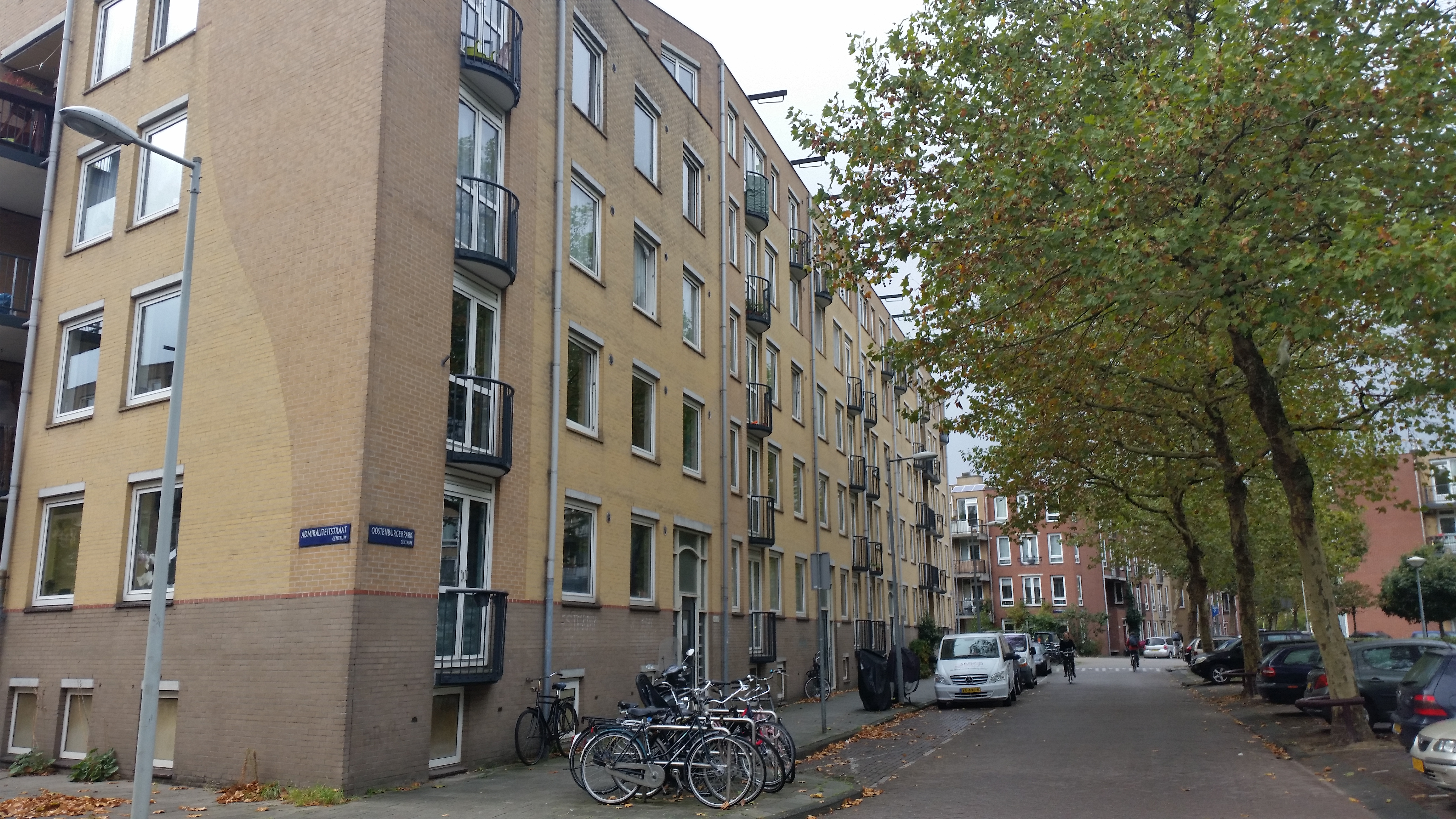
Huizenblok Oostenburgerpark (oktober 2018)

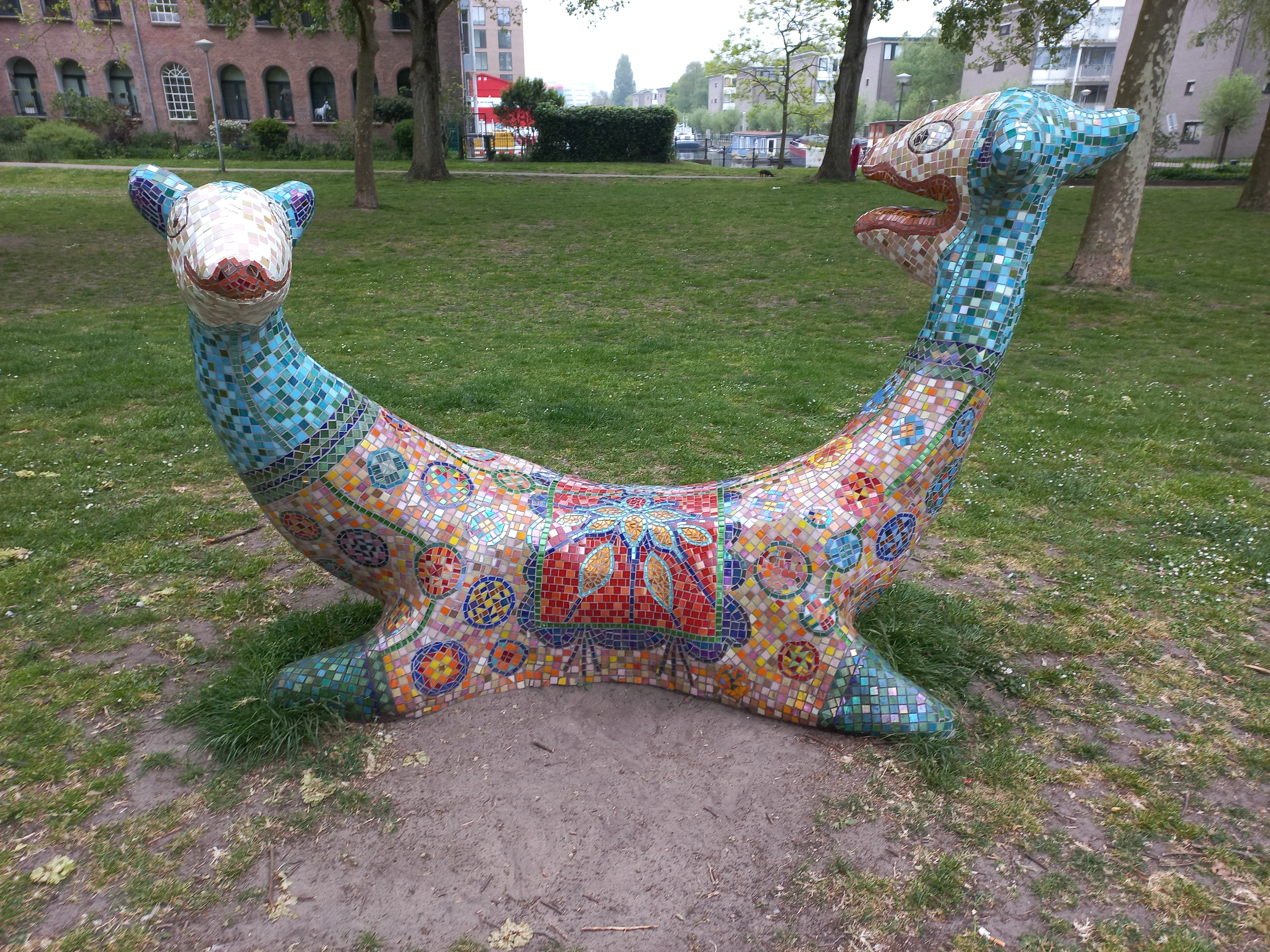
Lama’s (mei 2022)